# Julien Clerc
Julien Clerc, artiestennaam van Paul-Alain Auguste Leclerc (Parijs, 4 oktober 1947), is een Franse zanger.

## Levensloop
Leclerc werd geboren en groeide op in Parijs. Terwijl zijn vader Paul Leclerc een voorkeur had voor klassieke muziek, kwam hij via zijn moeder Evelyn Merlot (afkomstig uit het overzeese Guadeloupe) in contact met de muziek van zangers als Georges Brassens en Édith Piaf. Op zesjarige leeftijd begon Leclerc piano te spelen.

### Doorbraak en successen
Tijdens zijn tijd op de middelbare school en universiteit leerde hij Maurice Vallet en Etienne Roda-Gil kennen, zijn twee belangrijkste songwriters, en begon liedjes te schrijven. Hij nam de artiestennaam Julien Clerc aan en ondertekende een contract met het label Pathé-Marconi. In mei 1968 bracht hij zijn eerste album uit, dat de Académie Charles Cros Record Award won. In 1969 trad Clerc voor het eerst op in het Olympia als openingsact van een concert van Gilbert Bécaud. Ondanks dat hij slechts een jaar in de muziek actief was, werd het optreden een groot succes. Hij zou later herhaaldelijk terugkeren naar het Olympia voor een reeks concerten.
Van mei 1969 tot februari 1970 speelde hij in de zeer succesvolle Parijse uitvoering van de musical Hair, waardoor zijn bekendheid in Frankrijk sterk toenam. Op 24-jarige leeftijd was Clerc reeds een grote ster en had hij talloze hits, ook in het buitenland. Hij vergaarde ook in Nederland grote populariteit door hits als Hélène, Si on chantait, Elle voulait qu'on l'appelle Venise, Ce n'est rien en This melody. Dit laatste nummer leverde hem zelfs een nummer 1-hit op. Verantwoordelijk voor zijn grootste successen was tekstschrijver Etienne Roda-Gil.

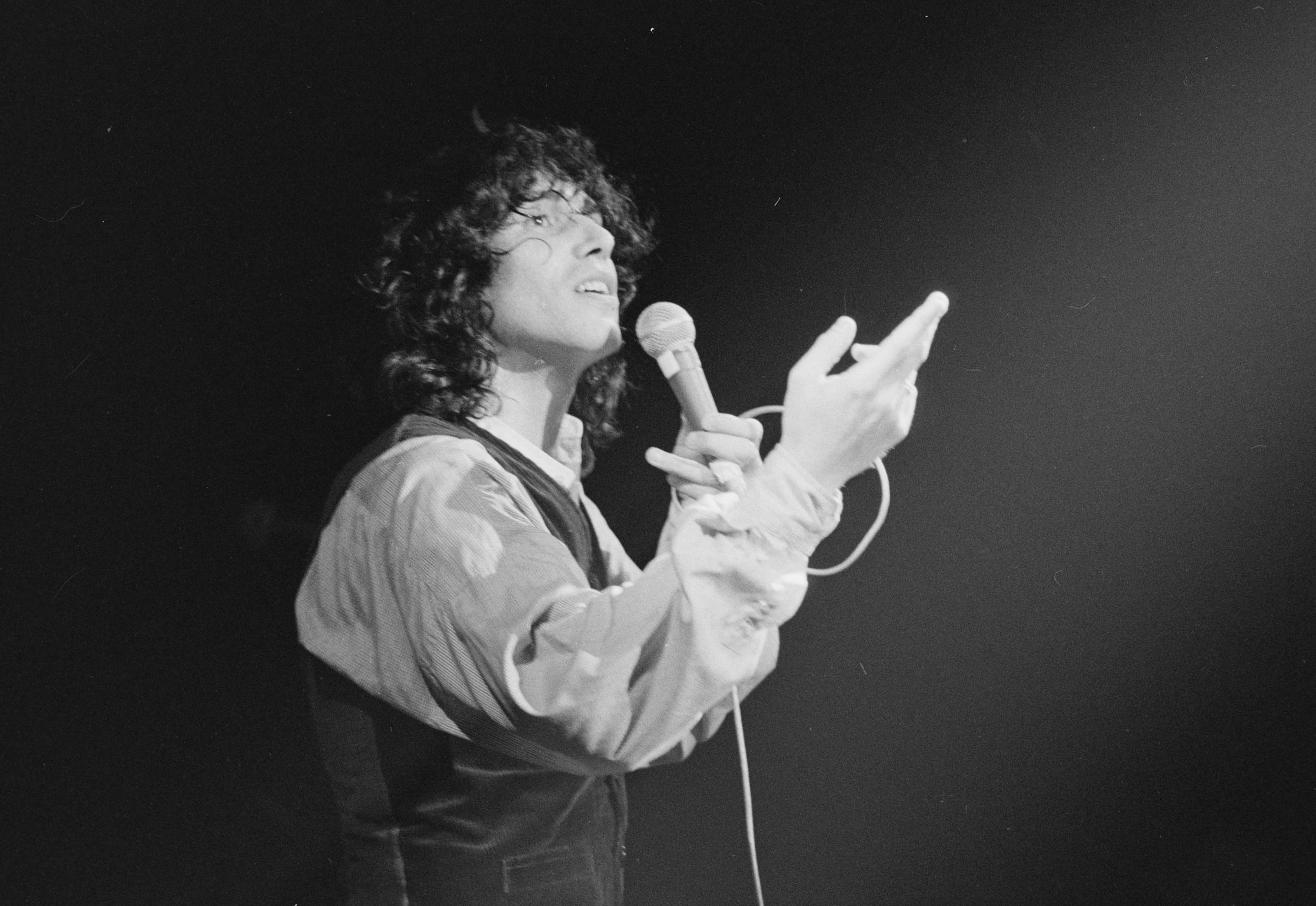
Julien Clerc in Concertgebouw, 1976

In 1979 nam hij deel aan twee nieuwe samenwerkingsverbanden: hij zong het titelnummer van de kindermusical Emilie Jolie en nam deel aan 36 Front Populaire, een dubbelalbummusical over de turbulente Volksfrontperiode. In de loop der jaren varieerde het repertoire van Clerc van zijn eigen composities tot klassieke Franse liedjes als Comme hier van Brassens en L'hymne à l'amour van Édith Piaf. Hij trad op in Afrika, Amerika en Europa.

### Latere carrière
In mei 2007 nam Julien Clerc samen met Rob de Nijs een duet op voor diens album Chansons. Het betrof een cover van Clercs nummer 1-hit This melody, door Jan Rot vertaald als Eén melodie. In 2008 kwam het album Où s'en vont les avions? uit. In 2009 vierde Clerc zijn 40-jarig jubileum als artiest.
Julien Clerc heeft meerdere jaren deel uitgemaakt van Les Enfoirés, een wisselende groep Franse artiesten die zich inzet voor les Restos du Cœur, een organisatie ten behoeve van dak- en thuislozen. Begin 2019 was hij te zien als coach bij de Franse versie van The Voice.
In november 2019 verscheen het duettenalbum Duos, waarop Clerc duetten zingt met onder anderen Carla Bruni, Francis Cabrel, Calogero en Zaz. Ook Christophe Maé, Sandrine Kiberlain en Soprano zingen mee op het album.

### Persoonlijk
Met Sylvette Herry, een Frans actrice bekend als Miou-Miou, kreeg hij één dochter: Jeanne (1978). Clerc en Herry leerden elkaar kennen tijdens het draaien van D'amour et d'eau fraîche, waarin beiden een hoofdrol als pril liefdeskoppel vertolken.

## Discografie

### Albums
| Album met eventuele hitnotering(en) in de Nederlandse Album Top 100 | Datum van verschijnen | Datum van binnenkomst | Hoogste positie | Aantal weken | Opmerkingen   |
| ------------------------------------------------------------------- | --------------------- | --------------------- | --------------- | ------------ | ------------- |
| Julien Clerc                                                        | 1967                  | -                     |                 |              |               |
| Des jours entiers à t'aimer                                         | 1970                  | -                     |                 |              |               |
| Julien Clerc                                                        | 1971                  | -                     |                 |              |               |
| Liberté, égalité, fraternité... ou la mort                          | 1972                  | -                     |                 |              |               |
| Julien                                                              | 1973                  | -                     |                 |              |               |
| Terre de France                                                     | 1974                  | -                     |                 |              |               |
| N°7                                                                 | 1975                  | 14-02-1976            | 2               | 33           |               |
| À mon âge et à l'heure qu'il est                                    | 1976                  | 04-12-1976            | 37              | 6            |               |
| Jaloux                                                              | 1978                  | -                     |                 |              |               |
| Clerc Julien                                                        | 1980                  | -                     |                 |              |               |
| Sans entracte                                                       | 1980                  | -                     |                 |              |               |
| Femmes, indiscrétion, blasphème                                     | 1982                  | -                     |                 |              |               |
| Aime-moi                                                            | 1984                  | -                     |                 |              |               |
| Les aventures à l'eau                                               | 1987                  | 01-08-1987            | 18              | 10           |               |
| Amours secrètes, passion publique                                   | 1991                  | -                     |                 |              |               |
| Fais-moi une place                                                  | 1992                  | -                     |                 |              |               |
| Utile                                                               | 1992                  | 30-01-1993            | 66              | 4            |               |
| Ce n'est rien                                                       | 1994                  | 09-04-1994            | 40              | 8            | Verzamelalbum |
| Julien                                                              | 1997                  | -                     |                 |              |               |
| A rendez-vous with                                                  | 1999                  | 20-11-1999            | 87              | 2            | Verzamelalbum |
| Si j'étais elle                                                     | 13-11-2000            | -                     |                 |              |               |
| Het beste van                                                       | 26-08-2002            | 19-10-2002            | 90              | 2            | Verzamelalbum |
| Studio                                                              | 19-05-2003            | -                     |                 |              |               |
| Double enfance                                                      | 30-09-2005            | 10-12-2005            | 86              | 1            |               |
| Où s'en vont les avions?                                            | 12-09-2008            | -                     |                 |              |               |
| 4 Albums                                                            | 28-10-2011            | -                     |                 |              |               |
| Fou, peut-être                                                      | 04-11-2011            | -                     |                 |              |               |
| Symphonique: à l'opéra national de Paris - Palais Garnier           | 23-11-2012            | -                     |                 |              |               |
| Partout la musique vient                                            | 03-11-2014            | -                     |                 |              |               |
| Fans, je vous aime                                                  | 18-11-2016            | -                     |                 |              |               |
| À nos amours                                                        | 20-10-2017            | -                     |                 |              |               |
| Duos                                                                | 22-11-2019            | -                     |                 |              |               |

| Album met hitnotering(en) in de Vlaamse Ultratop 200 albums | Datum van verschijnen | Datum van binnenkomst | Hoogste positie | Aantal weken | Opmerkingen |
| ----------------------------------------------------------- | --------------------- | --------------------- | --------------- | ------------ | ----------- |
| Où s'en vont les avions?                                    | 2008                  | 27-09-2008            | 55              | 2            |             |
| Fou, peut-être                                              | 2011                  | 19-11-2011            | 67              | 2            |             |
| Symphonique: à l'opéra national de Paris - Palais Garnier   | 2012                  | 08-12-2012            | 178             | 1            |             |
| Partout la musique vient                                    | 2014                  | 15-11-2014            | 100             | 2            |             |
| Fans, je vous aime                                          | 2016                  | 26-11-2016            | 127             | 3            |             |
| À nos amours                                                | 2017                  | 28-10-2017            | 93              | 3            |             |
| Duos                                                        | 2019                  | 30-11-2019            | 121             | 2            |             |

### Singles
| Single met eventuele hitnotering(en) in de Nederlandse Top 40 | Datum van verschijnen | Datum van binnenkomst | Hoogste positie | Aantal weken | Opmerkingen                                                 |
| ------------------------------------------------------------- | --------------------- | --------------------- | --------------- | ------------ | ----------------------------------------------------------- |
| Si on chantait                                                | 1974                  | 30-03-1974            | 9               | 8            | Nr. 9 in de Nationale Hitparade                             |
| Ce n'est rien                                                 | 1974                  | 19-10-1974            | 16              | 4            | Nr. 23 in de Nationale Hitparade / Alarmschijf              |
| Elle voulait qu'on l'appelle Venise                           | 1975                  | 07-02-1976            | 14              | 6            | Nr. 9 in de Nationale Hitparade / Alarmschijf               |
| This melody                                                   | 1976                  | 15-05-1976            | 1(1wk)          | 10           | Nr. 1 in de Nationale Hitparade / Alarmschijf               |
| Le coeur trop grand pour moi                                  | 1976                  | 11-12-1976            | tip8            | -            |                                                             |
| Romina                                                        | 1977                  | 04-06-1977            | tip12           | -            |                                                             |
| Ma préférence                                                 | 1978                  | 19-08-1978            | 32              | 3            | Nr. 37 in de Nationale Hitparade / Nr. 36 in de TROS Top 50 |
| Jaloux de tout                                                | 1978                  | 30-09-1978            | tip19           | -            |                                                             |
| Ça commence comme un rêve d'enfant                            | 1979                  | 08-09-1979            | tip19           | -            |                                                             |
| Hélène                                                        | 1987                  | 04-07-1987            | 5               | 9            | Nr. 8 in de Nationale Hitparade Top 100                     |
| Één melodie (This melody)                                     | 2008                  | -                     |                 |              | met Rob de Nijs / Nr. 88 in de Single Top 100               |

| Single met hitnotering(en) in de Vlaamse Ultratop 50 | Datum van verschijnen | Datum van binnenkomst | Hoogste positie | Aantal weken | Opmerkingen                 |
| ---------------------------------------------------- | --------------------- | --------------------- | --------------- | ------------ | --------------------------- |
| Elle voulait qu'on l'appelle Venise                  | 1975                  | 06-03-1976            | 26              | 2            | Nr. 18 in de Radio 2 Top 30 |
| This melody                                          | 1976                  | 29-05-1976            | 3               | 9            | Nr. 4 in de Radio 2 Top 30  |
| Hélène                                               | 1987                  | 11-07-1987            | 2               | 12           | Nr. 2 in de Radio 2 Top 30  |
| Fais-moi une place                                   | 1990                  | 07-04-1990            | 43              | 3            |                             |
| Hôtel des Caravelles                                 | 2011                  | 12-11-2011            | tip53           | -            |                             |
| Je t'aime etc                                        | 2017                  | 08-07-2017            | tip             | -            |                             |
| Ce n'est rien                                        | 2019                  | 30-11-2019            | tip             | -            | met Zaz                     |

### NPO Radio 2 Top 2000
| Nummers met noteringen in de NPO Radio 2 Top 2000 | '99  | '00  | '01  | '02  | '03  | '04  | '05  | '06  | '07  | '08  | '09  | '10  | '11  | '12  | '13  | '14  | '15 | '16  | '17-'20 | '21  |
| ------------------------------------------------- | ---- | ---- | ---- | ---- | ---- | ---- | ---- | ---- | ---- | ---- | ---- | ---- | ---- | ---- | ---- | ---- | --- | ---- | ------- | ---- |
| Ce n'est rien                                     | -    | -    | -    | -    | 1893 | -    | 854  | 1475 | -    | 1910 | -    | -    | -    | 1945 | -    | -    | -   | -    | -       | -    |
| Elle voulait qu'on l'appelle Venise               | -    | -    | -    | -    | -    | 1577 | 1073 | 1481 | 1881 | 1731 | 1878 | 1947 | 1998 | 1961 | 1989 | -    | -   | -    | -       | 1729 |
| Hélène                                            | -    | 1714 | 1741 | -    | -    | 1788 | 1081 | 1365 | -    | 1876 | -    | -    | -    | -    | -    | -    | -   | -    | -       | -    |
| Ma préférence                                     | 1297 | -    | 1274 | 1598 | 1778 | 1859 | 933  | 1336 | 1859 | 1501 | 1828 | -    | -    | 1746 | -    | -    | -   | -    | -       | -    |
| Si on chantait                                    | -    | -    | -    | -    | -    | 1857 | 1054 | 1548 | -    | 1939 | -    | -    | -    | -    | -    | -    | -   | -    | -       | -    |
| This Melody                                       | 1144 | -    | 1498 | 1158 | 1321 | 1245 | 723  | 755  | 1171 | 951  | 1314 | 1520 | 1372 | 1752 | 1639 | 1804 | -   | 1891 | -       | -    |

1. ↑  Een '-' betekent dat het nummer niet was genoteerd en een vetgedrukt getal geeft de hoogste notering van een nummer aan.
2. ↑  Deze tabel is bijgewerkt tot en met de laatste editie (2024).